# 勤行 (天台宗)
天台宗の勤行は寺院と信徒で大きく異る。

## 天台宗の勤行（寺院）
寺院では主に「法華懺法（ほっけせんぼう）」と「例時作法（れいじさほう）」の二種が勤行に用いられる。
法華懺法は天台大師撰『法華三昧行法』に由来するもので、朝の勤行に用いられる。法華経を読誦することで己の犯した罪を懺悔し、六根を清浄にするというのが主な内容。通常経段で読誦されるのは「安楽行品」である。（偈文の後の「又文殊師利。如來滅後。於末法中…」以降は省略されることが多い）又、読誦される殆どの偈文に節が付いており、全文を漢音で読む。
例時作法は夕の勤行に用いられる、阿弥陀経を中心とした行法である。天台大師『摩訶止觀』で述べられる四種三昧の内、常行三昧にあたる。ここからこの例時作法自体を「常行三昧」と呼ぶこともある。阿弥陀如来の浄土である極楽に往生することを目的として勤められる。法華懺法と同じく、読誦される殆どの偈文に節が付いており、（一部を除いて）全文を漢音で読む。この行法は浄土宗にも伝えられた。細部は異るものの、浄土宗では「十夜法要」の別式差定として知恩院等の大寺院が用いる。

### 法華懺法（一例）
出典:
- 総礼伽陀
- 総礼三宝
- 供養文
- 法則（省略されることもある）
- 歎佛咒願（省略されることもある）
- 敬礼段
- 六根段
- 四悔
- 十方念佛
- 経段（安楽行品）
- 十方念佛
- 後唄
- 三礼
- 七佛通戒偈（ここで終了することも多い）
- 六時偈
- 神分・霊分・祈願
- 九条錫杖

- 回向伽陀

### 例時作法（一例）
出典:
- 衆罪伽陀
- 三礼
- 七佛通戒偈
- 黄昏偈
- 無常偈
- 六為
- 法則（省略されることもある）
- 四奉請
- 甲念佛
- 経段（阿弥陀経）
- 甲念佛
- 合殺
- 回向
- 後唄
- 三礼
- 七佛通戒偈（ここで終了し回向伽陀を唱えて終了することも多い）
- 初夜偈
- 九声念佛
- 神分・霊分・祈願
- 大懺悔（「だいさんげ」では無く「おおいさんげ」と読む）
- 五念門

## 天台宗の勤行（信徒）
天台宗信徒の勤行は経本によってまちまちであり、決った次第は存在しない。ここではその一例をあげる。

### 朝勤行
- 三宝礼
- 皈敬文
- 懺悔文
- 発願文
- 開経偈
- 観音経偈
- 般若心経
- 法華成佛偈
- 後誓文

### 夕勤行
- 皈依三礼
- 開経偈
- 寿量品偈
- 光明真言
- 念佛開闢偈
- 念佛
- 念佛結願偈
- 回向文
- 念佛
- 法華成佛偈